# C/1790 A1 Herschel
C/1790 A1 Herschel è la terza delle comete scoperte da Caroline Lucretia Herschel. La cometa ha elementi orbitali molto simili a quelli della C/1911 N1 Kiess per cui si è ipotizzato che potessero essere passaggi successivi di una stessa cometa , attualmente questa ipotesi non è più presa in considerazione .